# Clara Rockmore

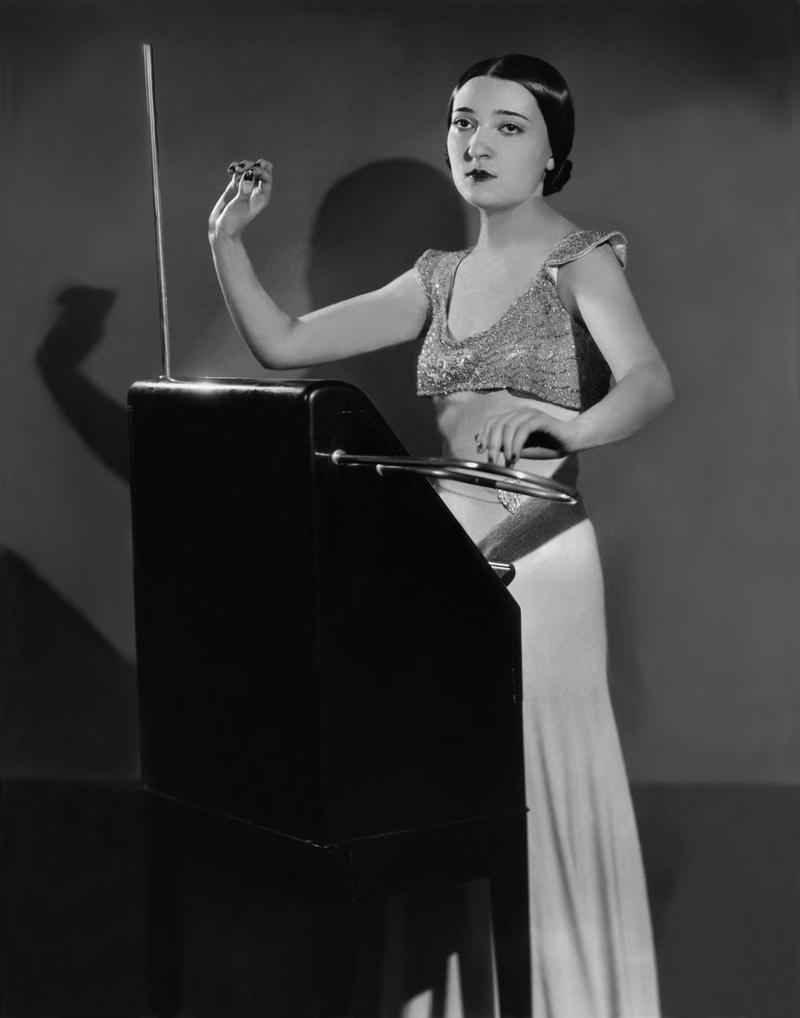
Rockmore (1932)

Clara Rockmore (* 9. März 1911 in Vilnius; † 10. Mai 1998 in New York City), geboren als Clara Reisenberg, war eine Instrumentalistin, die als Virtuosin auf dem Theremin, einem zu Beginn des 20. Jahrhunderts erfundenen elektronischen Musikinstrument, bekannt wurde. Sie beeinflusste die technische Entwicklung des Theremins und die entsprechende Spieltechnik wesentlich mit und war in den ersten Jahrzehnten nach der Erfindung des Instruments die einzige bekannte Thereministin. Bis in die Gegenwart gilt sie als eine der herausragendsten Musikerinnen in der Geschichte des Theremins.

## Leben
Rockmore galt bereits in frühester Kindheit als Wunderkind im Umgang mit der Violine. Im Alter von fünf Jahren wurde sie am Sankt Petersburger Konservatorium aufgenommen, womit sie bis in die Gegenwart die jüngste Schülerin in der Geschichte dieser Einrichtung ist. Ihre Violinausbildung absolvierte sie unter der Anleitung von Leopold Auer. Aufgrund ernährungsbedingter Knochenprobleme musste sie das Violinespielen jedoch in ihrer Jugend aufgeben, woraufhin sie sich einem 1920 vom russischen Physiker Leon Theremin vorgestellten elektronischen Instrument zuwandte, das später nach seinem Entwickler den Namen Theremin erhielt. Bei diesem Instrument erfolgt die Tonerzeugung mittels zweier Schwingkreise, deren Schwebungsfrequenz und damit die Tonhöhe berührungsfrei über eine Antenne durch die Haltung und Bewegung der Hände beeinflusst werden kann. Eine weitere Antenne dient zur Regelung der Lautstärke.

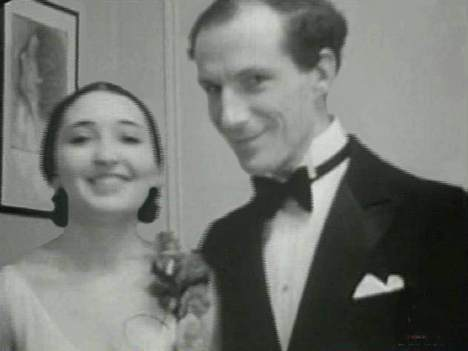
Clara Rockmore und Leon Theremin

Clara Rockmore emigrierte mit ihrer Familie 1921 in die Vereinigten Staaten. Am 30. Oktober 1934 gab sie in der New Yorker Town Hall ihr erstes Solokonzert auf dem Theremin. Sie entwickelte sich aufgrund verschiedener Umstände zu einer der begabtesten und herausragendsten Virtuosinnen in der Geschichte dieses Instruments. So erwies sich der klassische Musikunterricht in ihrer Kindheit und Jugend als Vorteil gegenüber auf dem Theremin spielenden Künstlern ohne eine solche Ausbildung. Darüber hinaus verfügte sie über ein absolutes Gehör und damit eine wichtige Voraussetzung für das Spielen eines Instruments, das über einen weiten Bereich Töne in jeder beliebigen Tonhöhe, einschließlich von Tönen zwischen den konventionellen Noten, erzeugt. Ebenso war sie in der Lage, ihre Bewegungen schnell und außergewöhnlich präzise zu koordinieren. Sie absolvierte mehrere umfangreiche Tourneen und wirkte unter anderem mit dem Dirigenten Leopold Stokowski und dem Sänger Paul Robeson.
In der Frühphase der Entwicklung des Theremins arbeitete sie eng mit dessen Erfinder Leon Theremin zusammen. Sie trug durch verschiedene Anregungen zur technischen Verbesserung des Instruments bei und spielte in ihrer späteren Karriere auf einem Theremin, das von Leon Theremin speziell für sie angefertigt worden war. Darüber hinaus entwickelte sie eine Spieltechnik, die durch spezielle Fingerbewegungen auch das Spielen schneller Musikpassagen sowie von größeren Notensprüngen ohne eine als Glissando bezeichnete gleitende Änderung der Tonhöhe ermöglichte. Clara Rockmore spielte auf dem Theremin klassische Stücke, ihre Musik ähnelte klanglich einem Cello beziehungsweise einer Violine. Sie war damit in den ersten Jahrzehnten nach der Erfindung des Instruments dessen einzige bekannte Konzertvirtuosin, da das Theremin sonst meist nur in der Filmmusik zur Erzeugung besonderer Soundeffekte eingesetzt wurde, hier fast ausschließlich durch Samuel Hoffman als Solist. Am 10. Mai 1998 starb Clara Rockmore im Alter von 87 Jahren in New York.

## Alben
- The Art of the Theremin. Delos International 1987
- Clara Rockmore’s Lost Theremin Album. Bridge Records 2006